# ای‌دی‌اودات‌نت
ادو دات‌نت (ادو دات‌نت) تکنولوژی دسترسی داده از چارچوب دات‌نت شرکت مایکروسافت است که ارتباطی را میان سیستم‌های مرتبط و غیرمرتبط ایجاد می‌کند. ادو دات‌نت مجموعه ای از عناصر نرم افزای کامپیوتری است که برنامه نویسان می‌توانند برای دسترسی به داده‌ها و خدمات داده‌ای از پایگاه داده استفاده کنند. این فن آوری بخشی از کتابخانه کلاس پایه‌ای است که با چارچوب دات‌نت همراه است. ادو دات‌نت عموماً توسط برنامه نویسان جهت دسترسی و تغییر داده‌های ذخیره شده در سامانه مدیریت پایگاه داده رابطه‌ای مورد استفاده قرار می‌گیرد، گرچه می‌تواند در منابع داده‌ای غیر رابطه ای نیز به داده دسترسی داشته باشند. ادو دات‌نت گاهی به عنوان سیر تکاملی از فن آوری ابجکت‌های ActiveX Data تلقی می‌شود، اما به گونه‌ای تغییریافت که به عنوان یک محصول کاملاً جدید به‌شمار رفت.